# Yasuo Manaka
Yasuo Manaka (jap. 眞中 靖夫 Manaka Yasuo; ur. 31 stycznia 1971) – japoński piłkarz występujący na pozycji napastnika.

## Kariera klubowa
Od 1989 do 2004 roku występował w klubach Kashima Antlers, Cerezo Osaka, Sanfrecce Hiroszima i Yokohama FC.